# 135561 Tautvaisiene
135561 Tautvaisiene este un asteroid din centura principală de asteroizi.

## Descriere
135561 Tautvaisiene este un asteroid din centura principală de asteroizi. A fost descoperit pe 16 martie 2002 la Moletai de Kazimieras Černis și Justas Zdanavičius. Asteroidul prezintă o orbită caracterizată de o semiaxă mare de 2,18 ua, o excentricitate de 0,08 și o înclinație de 4,6° în raport cu ecliptica.